# Mesenchymale Stammzelle

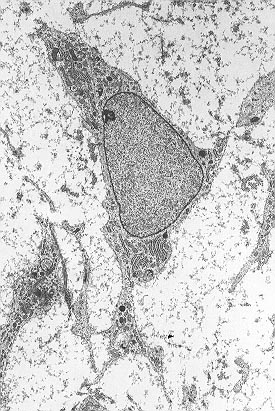
Mesenchymale Stammzelle

Mesenchymale Stammzellen (Mesenchymal stem cells, MSC) sind multipotente Vorläuferzellen verschiedener Zelltypen, die sich vom Mesenchym ableiten. Sie können sich unter anderem in Osteoblasten (Knochenzellen), Chondrozyten (Knorpelzellen), Myozyten (Muskelzellen) und Adipozyten (Fettzellen) differenzieren. Außerdem konnte eine Differenzierung in Neurone, Astrozyten und Oligodendrozyten (Zellen des Nervensystems) beobachtet werden.

## Definition
Mesenchymale Stammzellen besitzen ein hohes Proliferations- und Differenzierungspotential. Adulte Mesenchymale Stammzellen tragen zur Aufrechterhaltung und Regeneration des Stütz- und Bindegewebes, wie Knochen, Knorpel, Muskel, Bändern, Sehnen und Fettgewebe bei. Darüber hinaus unterstützen sie Wachstum und Entwicklung der Vorläuferzellen des Blutes im Knochenmark (Hämatopoese).

## Charakteristika
MSC lassen sich aus fast allen Geweben (Knochenmark, Knorpel, Fettgewebe, Muskel, Lebergewebe, Blut, Amnionflüssigkeit) isolieren. Aufgrund des sehr hohen MSC-Anteils sowie der guten Zugänglichkeit werden MSC gerne aus dem Fettgewebe (z. B. aus Liposuktionsaspiraten) isoliert. Wegen der Heterogenität der Aufreinigungen wird heute der Begriff Mesenchymale Stamm/Stroma-Zellen (statt Mesenchyle Stammzellen) von der wissenschaftlichen Gemeinde bevorzugt. MSC lassen sich kultivieren und in vitro in unterschiedliche Zellen und Gewebe ausdifferenzieren. Die spezifische funktionale Differenzierung lässt sich durch Aktivierung bzw. Unterdrückung von Genen aktiv steuern; dabei kommt es zur die Hämatopoese unterstützenden Bildung von Knochenmarksstroma oder sie differenzieren in osteogene, chondrogene oder adipogene Zellen.
Zudem sind ausdifferenzierte MSC in der Lage, sich in ein anderes Gewebe zu transformieren und sich an neuartige Umgebungsbedingungen anzupassen. Signalgeber für diese Regenerations- und Wachstumsprozesse sind Zell-Zell-Kontakte und die Sekretion von Wachstumsfaktoren und Zytokinen. MSC spielen zudem eine wichtige Rolle für das zelluläre Gleichgewicht der sich entwickelnden Immunzellen im Knochenmark. Als Produzenten diverser Zytokine wie IL-6, IL-7 und IL-15 sind MSC essentiell für die Entwicklung von B Zellen im Knochenmark, sowie für die Ausdifferenzierung von NK Zellen und das Überleben langlebiger zytotoxischer T Zellen.

## Klinische Bedeutung
Die Gewinnung erfolgt zumeist aus dem Knochenmark (Aspiration aus Beckenkamm, auch Schienbein oder Oberschenkelknochen). Bei der Stammzelltransplantation werden die blutbildenden Bestandteile aus dem Knochenmark (oder auch dem peripheren Blut) auf den zuvor durch Ganzkörperbestrahlung oder Hoch-Dosis-Chemotherapie behandelten Tumorpatienten übertragen; dabei spielen die MSC für den Wiederaufbau des zerstörten Knochenmarks eine wesentliche Rolle.
Tumoren, die sich vermutlich von den MSC ableiten, nennen sich Weichteilsarkome; sie können im Prinzip überall im Körper entstehen und machen etwa 6 % aller Krebserkrankungen im Kindes- und Jugendalter aus.